# Келли, Джон (младший)
Джон Брендан «Джек» Келли-младший (англ. John Brendan «Jack» Kelly Jr., 24 мая 1927[…], Филадельфия, Пенсильвания — 2 марта 1985, Филадельфия, Пенсильвания) — американский гребец, бронзовый призёр летних Олимпийских игр 1956 года в соревнованиях одиночек, чемпион Европы 1949 года, двукратный победитель Панамериканских игр, победитель Diamond Challenge Sculls 1947 и 1949 годов, многократный чемпион США, президент Олимпийского комитета США (1985), член Олимпийского зала славы США (1992). Обладатель приза Джеймса Салливана (1947), вручаемого в США лучшему спортсмену-любителю.

## Биография

### Ранние годы
Джон Келли родился в 1927 году в Филадельфии, штат Пенсильвания, в семье трёхкратного олимпийского чемпиона Джона Келли-старшего и Маргарет Кэтрин Майер. Его дедушка и бабушка по отцовской линии эмигрировали в США из Ирландии, а по материнской линии из Германии. Келли-старший был основателем и владельцем кирпичной фирмы «Келли. Кирпичные работы», благодаря чему смог заработать многомиллионное состояние. Маргарет была моделью и занималась плаванием. Ради свадьбы с Келли-старшим перешла из протестантизма в католицизм. Дядя — Джордж Келли — лауреат Пулитцеровской премии 1926 года «За лучшую драму».

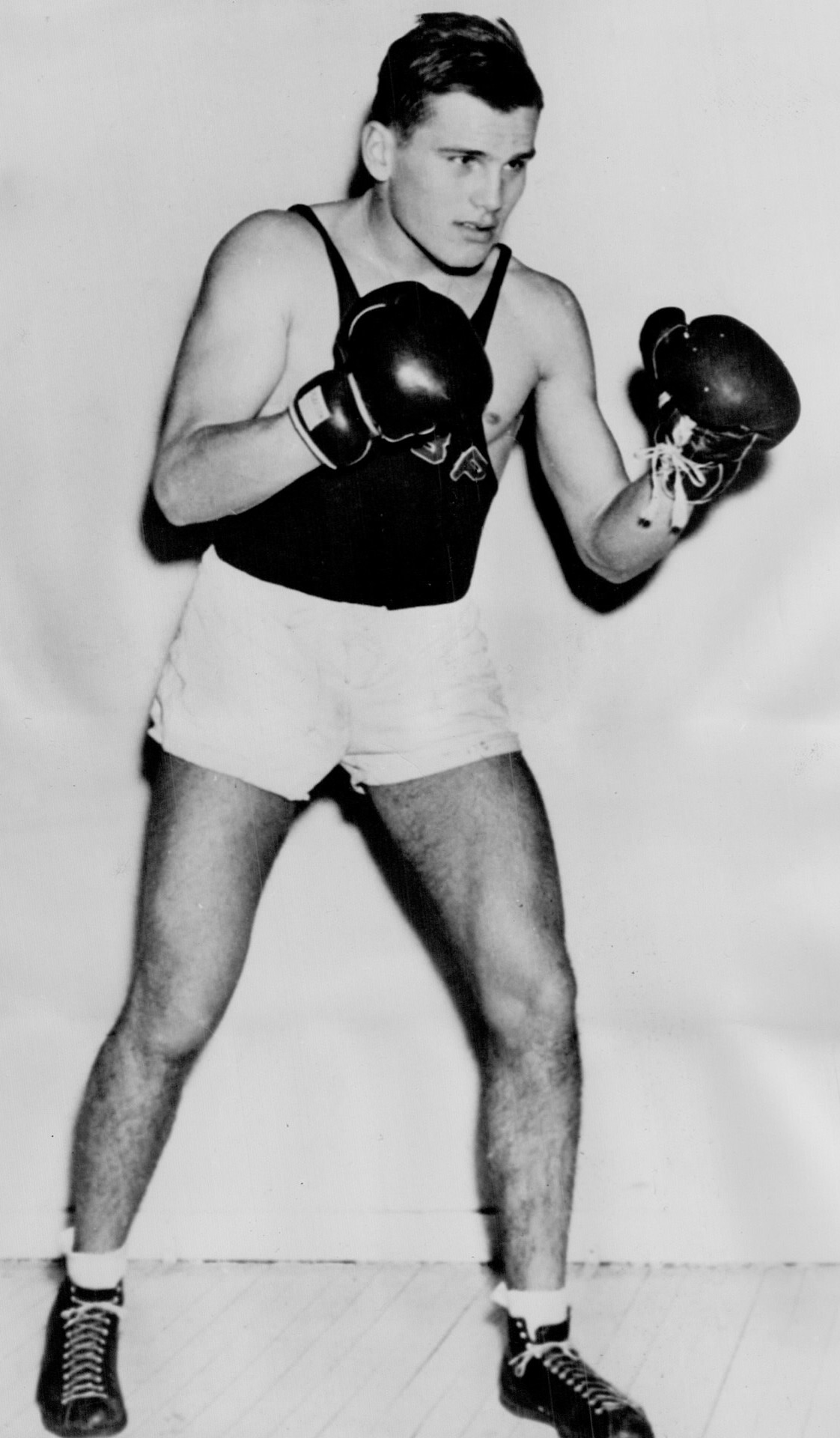
Джон Келли-младший в 1945 году

У Джона Келли-младшего было три сестры. Маргарет (род. 1925), Грейс (род. 1929) и Элизабет Энн (род. 1933). Грейс Келли стала актрисой и в 1955 году получила премию «Оскар» за лучшую женскую роль. В 1956 году она вышла замуж за князя Монако Ренье III и стала княгиней. Семейство Келли жило в роскошном особняке в Филадельфии.
Келли-младший учился недалеко от дома в частной школе Уильяма Пенна, которая являлась старейшей школой квакеров в мире. По выходным, а также когда появлялось свободное время Джон вместе с отцом, который являлся трёхкратным олимпийским чемпионом 1920 и 1924 годов, занимались греблей на причале Скукл. Первая тренировка продолжалась 15 минут, после чего Келли-младший на вопрос матери об ощущениях сказал, что это было весело. В плохую погоду Джон продолжал тренироваться дома, где был установлен гребной станок. В 10 лет Джон впервые принял участие в гребных соревнованиях, выступив в качестве рулевого в восьмёрке клуба Penn Athletic. Некоторое время Келли-младший занимался футболом, но вынужден был бросить занятия, поскольку отец считал, что Джон мог получить травму, которая помешает карьере гребца.
Во время Второй мировой войны Джон служил в ВМС США и находился в учебном центре в Бейнбридж, штат Мэриленд. Там он также занимался боксом и стал чемпионом в тяжёлом весе.

### Академическая гребля
В 1947 году Джон стал победителем престижнейшей гонки Diamond Challenge Sculls, проходящей в рамках Королевской регаты Хенли, причём в 1920 году Келли-старший не был допущен до этой гонки. Причиной этого послужило то, что Джон работал каменщиком, а значит не подпадал под любительский статус спортсмена. Также Келли-старший состоял в лодочном клубе «Веспер», который с 1906 года не допускали до этой Регаты. По ходу соревнований Келли смог победить «главную надежду» Великобритании Берта Бушнелла, а в финале был сильнее норвежца Карла Фронсдаля. В 1948 году Келли-младший был включён в состав сборной США для участия в летних Олимпийских играх в Лондоне. Джон уверенно выиграл предварительный раунд в соревнованиях одиночек, однако в полуфинале он всего 0,4 секунды уступил уругвайцу Эдуардо Риссо в борьбе за единственную путёвку в финал.

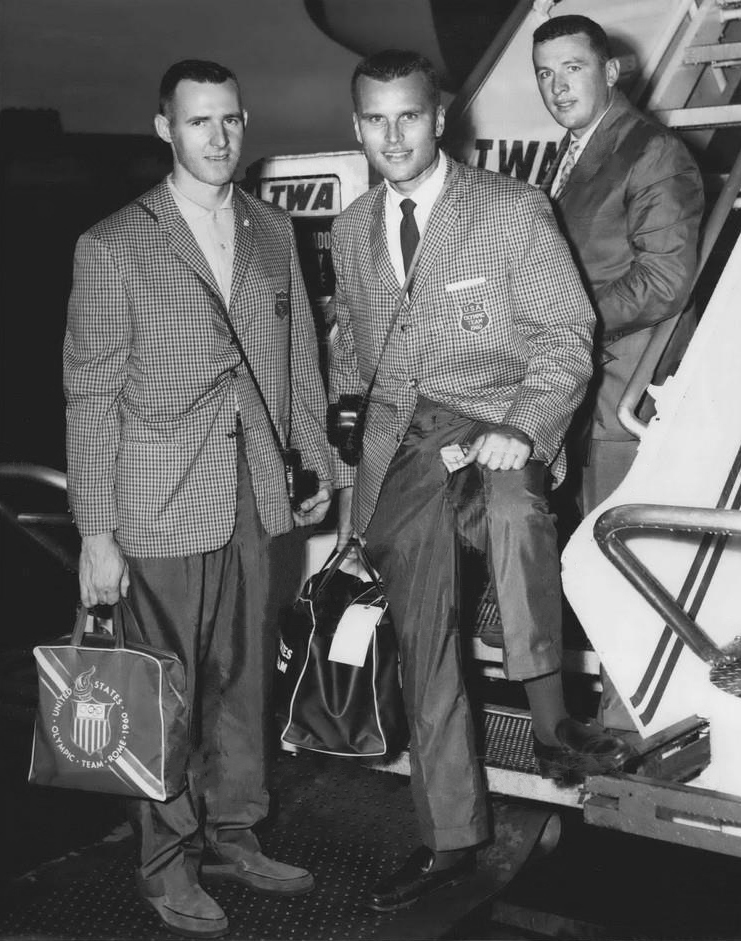
Уильям Нехт (слева) и Джон Келли-младший (в центре) в 1960 году

1949 год стал одним из самых удачных в карьере Келли-младшего. За этот год он стал победителем двух самых значимых стартов, выиграв во второй раз в карьере Королевскую регату Хенли, а также открытого чемпионата Европы в Амстердаме. На Олимпийских играх 1952 года в Хельсинки Келли вновь пришёл первым в своём заезде на предварительном этапе, однако в полуфинале почти 5 секунд проиграл будущему олимпийскому чемпиону из СССР Юрию Тюкалову. Американский гребец мог пробиться в финал через отборочный заезд, но там лишь 0,2 с. уступил поляку Теодору Коцерке, которого Келли победил в первом раунде.
В первых Панамериканских играх 1951 года в Буэнос-Айресе Келли-младший участия не принимал, зато на последующих двух Играх на счету американского гребца значилось два золота: в одиночках в 1955 году и в двойках парных в 1959. Свою единственную олимпийскую награду Келли-младший завоевал в 1956 году на Играх в Мельбурне. Соревнования одиночек проходили на озере Вендури. На предварительном этапе Келли в очередной раз стал первым в своём заезде, опередив Теодора Коцерку. В отличие от прошлых Игр, для попадания в финал достаточно было стать вторым в полуфинальном заезде, но Келли уверенно выиграл гонку на 7 секунд опередив хозяина соревнований Стюарта Маккензи. Финальный заезд вошёл в историю, благодаря финишному спурту советского гребца Вячеслава Иванова, который незадолго до финиша опередил ушедшего в отрыв Маккензи. Келли-младший же сражался за третье место с Коцеркой и на финише ему удалось выиграть секунду и стать бронзовым призёром.
После окончания Игр 1956 года Келли-младший перестал выступать в одиночках. В 1958 году Джон стал серебряным призёром открытого чемпионата Европы в составе восьмёрки. На своих четвёртых Олимпийских играх Келли выступал в соревнованиях двоек парных. Его партнёром по команде стал Уильям Кнехт, с которым годом ранее они стали победителями Панамериканских игр. В предварительном заезде американская двойка пришла к финишу четвёртой и для того, чтобы продолжить борьбу за медали Келли и Кнехту необходимо было выигрывать свой отборочный заезд. Однако они не смогли это сделать, придя к финишу последними, уступив победившим бельгийцам больше 6 секунд.

### Дальнейшая карьера
После окончания спортивной карьеры Келли-младший стал выступать в роли менеджера восьмиместной лодки в родном клубе «Веспер». И в 1964 году этот экипаж стал чемпионом Олимпийских игр, причём в его составе был бывший партнёр Джона по двойке парной Уильям Нехт. Джон Келли был одним из самых активных сторонников любительского спорта. Он был членом национального комитета по современному пятиборью. В 1969 году был введён в зал славы спорта в Пенсильвании. В 1970 году Келли был избран президентом любительского атлетического союза США, который возглавлял в течение двух лет. В 1985 году был избран президентом Олимпийского комитета США, однако руководил им совсем недолго, поскольку уже спустя три недели Келли умер. В 1992 году посмертно стал членом Олимпийского зала славы США, куда его избрали за особый вклад в олимпийское движение США. Ранее за спортивные достижения туда был принят и Джон-Келли-старший.
Помимо спортивной карьеры Келли также продолжил дело своего отца, возглавив фирму «Келли. Кирпичные работы». Келли состоял в демократической партии и в течение 12 лет занимал пост в городском совете в Филадельфии. Активно занимался благотворительностью.

## Личная жизнь
В 1950 году окончил Пенсильванский университет, где в том числе возглавлял братство Каппа Сигма, а также был членом совета по делам брака.
В 1954 году Джон Келли-младший женился на пловчихе Мэри Фримен, которая была чемпионкой США и участницей Олимпийских игр 1952 года. У пары было шестеро детей — сын Джон Келли III и пять дочерей. В 1980 году Джон и Мэри развелись. 28 мая 1981 года Келли женился во второй раз. Его невестой стала банкир Сандра Ли Уорли.

## Награды
- Приз Джеймса Салливана (1947)[34]
- Серебряный Олимпийский орден (1985)[15]

## Смерть
Джон Келли-младший скончался 2 марта 1985 года. Во время утренней пробежки у него случился сердечный приступ. Келли отвезли в университетскую больницу в Ханеман, но спасти его не удалось. Джона Келли похоронили на кладбище Гроба Господня в Челтнем-Тауншип, штат Пенсильвания. На церемонии присутствовали князь Монако Ренье III вместе с детьми: Каролиной, Стефанией и Альбером. Также на похоронах присутствовал мэр Филадельфии Уилсон Гуд. После смерти Джона Ист-Ривер-драйв, расположенная в парке Фэрмаунт, была переименована в Келли-драйв.